# TRACES BEST OF 2005-2009
『TRACES BEST OF 2005-2009』（トレースズ・ベスト・オブ にせんご にせんきゅう）は、the GazettEの2枚目のベストアルバム。2011年4月6日に キングレコードから発売された。

## 概要
キングレコード在籍時代の音源から選曲されたベストアルバム。2005年以降の全てのシングルA面曲と、the GazettEに表記を変えて以降のオリジナルアルバムからアルバムリード曲を収録したCD。前ベストアルバム『大日本異端芸者的脳味噌逆回転絶叫音源集』はミニアルバム3枚をそのまま一つのCDにパッケージしたベストアルバムだったため、各年から音源を選曲されて作られるベストアルバムは実質初である。収録曲全曲がオリコン総合チャートTOP10にチャートインしている。

## 収録曲
1. reila
（作詞：流鬼.  作曲：大日本異端芸者の皆様） 
オリジナルアルバム未収録シングル。本作で初めてアルバムに収録された。
2. Cassis
（作詞：流鬼.  作曲：大日本異端芸者の皆様）
3. SHADOW VI II I
（作詞：流鬼.  作曲：the GazettE）
2ndアルバム『NIL』からのアルバムリード曲。
4. REGRET
（作詞：流鬼.  作曲：the GazettE）
5. Filth in the beauty
（作詞：流鬼.  作曲：the GazettE）
6. Hyena
（作詞：流鬼.  作曲：the GazettE）
7. BURIAL APPLICANT
（作詞：流鬼.  作曲：the GazettE） 
3rdアルバム『STACKED RUBBISH』からのアルバムリード曲。
8. 紅蓮
（作詞：流鬼.  作曲：the GazettE）
4thアルバム『DIM』に収録された再録バージョンで収録。
9. LEECH
（作詞：流鬼.  作曲：the GazettE）
10. DISTRESS AND COMA
（作詞：流鬼.  作曲：the GazettE）
11. THE INVISIBLE WALL
（作詞：流鬼.  作曲：the GazettE） 
4thアルバム『DIM』からのアルバムリード曲。
12. BEFORE I DECAY
（作詞：流鬼.  作曲：the GazettE）
オリジナルアルバム未収録シングル。今作で初めてアルバムに収録された。